# Панкратов-Чёрный, Александр Васильевич
Алекса́ндр Васи́льевич Панкра́тов-Чёрный (урожд. — Гузев; род. 28 июня 1949, Конёво) — советский и российский актёр, кинорежиссёр; народный артист Российской Федерации (2009). Народный артист Республики Южная Осетия (2008).

## Биография
Родился 28 июня 1949 года в деревне Конево Алтайского края. Происходит из семьи сосланных в 1920-е годы казаков (по материнской линии — из донских, по отцовской — из черниговских). Мать — Агриппина Яковлевна Токорёва-Панкратова, отец — Василий Трофимович Гузев, воевал в Великую Отечественную войну, умер в 1952 году, оставив жену с четырьмя детьми. В детстве Александр мечтал стать клоуном, а его мать — о карьере военного для сына.
В 1968 году окончил Горьковское театральное училище, мастерскую Николая Хлибко.
В 1968—1971 годах работал актёром в Пензенском драматическом театре. В спектакле «Остров сокровищ», где сыграл роль пирата Израэля Хэндса, исполнял акробатический трюк, падая «убитым» с мачты и цепляясь разведёнными ступнями ног за ванты, что производило большое впечатление на зрителей.
В 1976 году окончил режиссёрский факультет ВГИКа, мастерскую Ефима Дзигана. Сразу после окончания ВГИКа был призван в ряды Вооружённых сил СССР. Служил в гвардейской Таманской мотострелковой дивизии пулемётчиком.
Приставку к фамилии принял, чтобы отличаться от другого Александра Панкратова, учившегося с ним на одном курсе.
Снимался во многих кинофильмах 1980-х и 1990-х годов. Участник телепередач «Белый попугай», «Колесо истории». Приглашался в жюри Высшей лиги КВН.
С 1996 по 1997 год был ведущим программы «Балда» на канале «СТС».
Принимал участие в выборах в Госдуму. 11 марта 2014 года подписал обращение деятелей культуры Российской Федерации в поддержку политики президента РФ В. В. Путина в Крыму.
Известен также как поэт. Первые стихи стал писать в 1960-е годы, но продолжил только в 1990-е годы.
В 1996 году вышел в свет первый поэтический сборник Панкратова-Чёрного «Шаги к стихам». На его стихи была написана песня «Кружится, кружится», которую в финале фильма «Трам-тарарам, или Бухты-барахты» исполнили Михаил Линк и ансамбль «Неужели». Его молитва «Господи, дай же мне волю» была утверждена Синодом РПЦ МП для открытия Храма Христа Спасителя и исполнена Иосифом Кобзоном.
В 2009 году получил художественную премию «Петрополь». Имеет также премии имени Пушкина, имени Франца Кафки и премию Ксении Блаженной.
Член Союза писателей России. Президент фестиваля искусств «Южные ночи». Член Совета благотворительной организации «Благомир». Президент детского спортивного фонда «Наше поколение».
С 2006 года — председатель попечительского совета межрегионального общественного фонда (МОФ) имени Михаила Евдокимова. Член Правления Центрального дома работников искусств.

### Семья
Первая жена — актриса Ирина Николаевна Семиклетова.
Вторая жена — Вероника Изотова.
В настоящее время женат на Юлии Владимировне Монаховой (род. 14.11.1955 г., по профессии — киновед, окончила соответствующий факультет ВГИКа), дочери советского кинооператора и кинорежиссёра Владимира Монахова (1922—1983). У них есть сын Владимир Александрович Панкратов (род. 7 июля 1980), актёр.

## Санкции
Поддержал нападение России на Украину. Национальное агентство по предотвращению коррупции Украины выступило с инициативой о введении против него международных санкций. В обосновании говорится, что Александр Панкратов-Чёрный «является частью российской пропаганды, открыто поддерживает политику кремля в отношении Украины. Постоянно распространяет нарративы в соответствии с кремлёвской пропагандой в поддержку действий России».
В мае 2022 года Латвия запретила въезд в страну из-за поддержки вторжения России в Украину и оправдывания российской агрессии.
За оправдание войны России против Украины находится под санкциями Совета национальной безопасности и обороны Украины от 18 апреля 2025 года «О применении персональных специальных экономических и других ограничительных мер».

## Театральные роли

### Пензенский областной драматический театр имени А. В. Луначарского(1969—1971)
- 1969 — «Вера, Надежда, Любовь» А. Арбузова — Данила
- 1969 — «Выстрел» Б. Лавренёва — Саша
- 1969 — «Апрель начинается в марте» В. Осипова — Кадет
- 1969 — «Пеппи Длинныйчулок» А. Линдгрен — Томми
- 1970 — «Гроссмейстерский балл» И. Штемлера — Гошка
- 1970 — «Остров сокровищ» Р. Стивенсона — боцман Израэль Хэндс
- 1970 — «Наследник» А. Бурова — Антонов Сергей Иванович / Саня
- 1970 — «Летели семь гусей» А. Левинского, В. Эйранова — Кощей Бессмертный
- 1971 — «Василиса Мелентьева» А. Островского — слуга Воротынского
- 1971 — «Несколько тревожных дней» Я. Волчека — Старицкий
- 1971 — «Тоот, другие и майор» И. Эркеня — Пожарный

### Антреприза
- «Женихи» (ТелеТеатР)
- «Есенин Сергей», театрализованная рок-сюита И.Ковалева, 2011 — поэт

## Награды и призы
- Заслуженный артист Российской Федерации (16 апреля 1997) — за заслуги в области искусства[16].
- Благодарность Президента Российской Федерации (28 июня 1999) — за большие заслуги в развитии киноискусства[17].
- Медаль ордена «За заслуги перед Отечеством» II степени (3 апреля 2005) — за многолетнюю плодотворную деятельность в области культуры и искусства[18].
- Приз за лучшую мужскую роль в комедии, снятой на киноплёнке, за роль в фильме «Продаётся дача» — VI Российский фестиваль «Улыбнись, Россия!» (2005).
- Орден Дружбы (Южная Осетия, 13 декабря 2008) — за заслуги в укреплении дружбы и сотрудничества между Республикой Южная Осетия и Российской Федерацией, а также за большой личный вклад в оказание помощи народу Южной Осетии по преодолению последствий вооружённой агрессии Грузии в августе 2008 года[19].
- Народный артист Южной Осетии (13 декабря 2008) — за большие заслуги в развитии сценического искусства, а также за значимый личный вклад в укрепление отношений дружбы и сотрудничества между Республикой Южная Осетия и Российской Федерацией[20].
- Народный артист Российской Федерации (7 июля 2009) — за большие заслуги в области кинематографического искусства[21].
- Почётная грамота Московской городской Думы (25 июня 2014) — за заслуги перед городским сообществом и в связи с юбилеем[22]

## Фильмография

### Актёрские работы

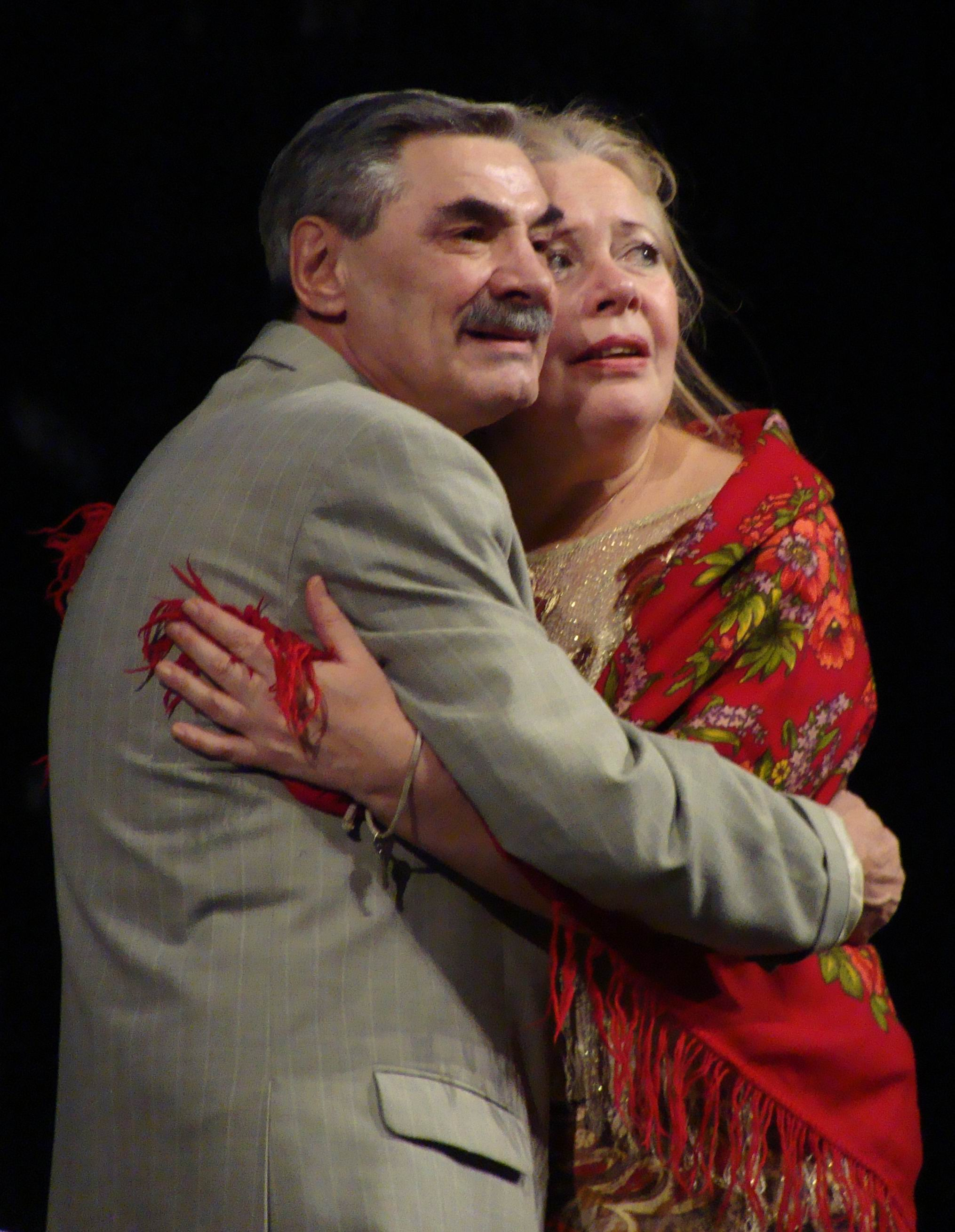
На сцене Северодвинского драмтеатра в спектакле «Заложники любви», 2009 год вместе с Лидией Кузнецовой

| Год       |    | Название                                      | Роль |
| --------- | -- | --------------------------------------------- | --- |
| 1978      | ф  | Сибириада                                     | Саня |
| 1983      | ф  | Моментальный снимок                           | Сычёв |
| 1983      | ф  | Мы из джаза                                   | Степан Аркадьевич Грушко |
| 1984      | ф  | Действуй по обстановке!                       | Георгий Петренко (Жора-циркач), старший лейтенант |
| 1984      | ф  | Жестокий романс                               | Иван Петрович Семёновский, офицер, герой кавказской кампании                                                                                                 |
| 1984      | ф  | И вот пришёл Бумбо…                           | Ахметка, циркач |
| 1984      | ф  | Шанс                                          | милиционер |
| 1985      | ф  | Батальоны просят огня                         | майор-интендант |
| 1985      | ф  | Битва за Москву                               | капитан Кияшко, порученец Петровского |
| 1985      | ф  | Зимний вечер в Гаграх                         | Аркадий Грачёв |
| 1985      | ф  | Знай наших!                                   | Жора, разведчик |
| 1986      | ф  | Курьер                                        | Степан Афанасьевич, редактор |
| 1986      | ф  | Нужные люди                                   | Игорь |
| 1986      | ф  | Обида                                         | водитель автолавки |
| 1986      | ф  | Повод                                         | Шатунов |
| 1986      | ф  | Я тебя ненавижу                               | Юлик |
| 1987      | ф  | Где находится нофелет?                        | Геннадий |
| 1987      | ф  | Забытая мелодия для флейты                    | Саша, шофёр «скорой помощи», актёр-любитель |
| 1988      | ф  | Артистка из Грибова                           | Дулин |
| 1988      | ф  | Белая кость                                   | Грант |
| 1988      | ф  | За кем замужем певица?                        | Гена |
| 1988      | ф  | Происшествие в Утиноозёрске                   | Евгений Иванович Жгульев, директор мебельного магазина |
| 1989      | ф  | За прекрасных дам!                            | Виктор |
| 1989      | ф  | Перед рассветом                               | Васька Штырь, вор |
| 1989      | ф  | Часовщик и курица                             | Таратута |
| 1990      | ф  | Бабник                                        | Гена |
| 1990      | ф  | Десять лет без права переписки                | Коля «Татарин», дворник |
| 1990      | ф  | Испанская актриса для русского министра       | кооператор |
| 1990      | ф  | Наутилус                                      | «моряк» |
| 1991      | ф  | Караван смерти                                | Прапорщик Иван Марьин |
| 1991      | ф  | Кикс                                          | Леонид, продюсер |
| 1991      | ф  | Небеса обетованные                            | Сидорчук, сотрудник американской фирмы |
| 1991      | ф  | Отель «Эдем»                                  | Саша |
| 1991      | ф  | Очаровательные пришельцы                      | Имя персонажа не указано |
| 1992      | ф  | Русские братья                                | Тишка Семёнов, есаул |
| 1992      | ф  | Воздушные пираты                              | усатый |
| 1992      | ф  | Новый Одеон                                   | Саша, милиционер / эсэсовец / рыболов / глава многочисленной семьи / начальник отдела / заложник в лифте / покупатель / поручик Ржевский / официант / ковбой |
| 1992      | ф  | Официант с золотым подносом                   | Боцман |
| 1992      | ф  | Ребёнок к ноябрю                              | «Граф» |
| 1992      | ф  | Устрицы из Лозанны                            | Роман Лебедичкин |
| 1993      | ф  | Альфонс                                       | Ребров |
| 1993      | ф  | Заложники «Дьявола»                           | Жора |
| 1993      | ф  | Запах осени                                   | Имя персонажа не указано |
| 1993      | ф  | Зефир в шоколаде                              | Кавун Василий Васильевич |
| 1993      | ф  | Личная жизнь королевы                         | Ухо-Туго, король |
| 1993      | ф  | Трам-тарарам, или Бухты-барахты               | Дмитрий Иванович Макаровский |
| 1993      | с  | Трагедия века                                 | капитан Кияшко, адъютант Петровского (архивные кадры) |
| 1993      | ф  | Охламон                                       | Саша |
| 1993      | ф  | Сделай мне больно                             | Сеня |
| 1993      | ф  | Я — сама                                      | цыган |
| 1995      | ф  | Ширли-мырли                                   | охранник посла США |
| 1996      | ф  | Импотент                                      | Саша |
| 1997      | ф  | Аферы, музыка, любовь…                        | Кеша |
| 1997      | ф  | Война окончена. Забудьте…                     | камео |
| 1998      | ф  | Горячая точка                                 | Майор Ларин |
| 1998      | ф  | Классик                                       | Витёк |
| 1998      | ф  | Омпа                                          | Александр Толокуша |
| 1999      | ф  | Очаровательные негодники                      | милиционер |
| 1999      | ф  | Ультиматум                                    | усатый |
| 2000      | с  | Ералаш (выпуск № 139, сюжет «Знаток»)         | владелец автомобиля |
| 2000      | ф  | Агент в мини-юбке                             | Саша |
| 2000      | ф  | День святого Валентина                        | Саша |
| 2001      | ф  | Любовница из Москвы                           | Саша |
| 2001      | с  | Сдвинутый                                     | Алтайский |
| 2001      | с  | Курортный роман                               | встречающий |
| 2001      | ф  | Тайное свидание                               | Саша |
| 2001      | ф  | Часы без стрелок                              | Имя персонажа не указано |
| 2002      | ф  | Вход через окно                               | Зунков |
| 2002      | ф  | Мой милый ёжик                                | Имя персонажа не указано |
| 2002      | ф  | Наследник                                     | милиционер |
| 2002      | с  | Провинциалы                                   | камео |
| 2003      | с  | Ангел на дорогах                              | Михалыч |
| 2003      | ф  | Красное небо. Чёрный снег                     | Вахтёров |
| 2004      | ф  | Жизнь кувырком                                | пенсионер |
| 2004      | ф  | Полёт аиста над капустным полем               | Имя персонажа не указано |
| 2004      | с  | Осторожно, Задов!                             | генерал ГРУ Банкин |
| 2005      | с  | Мастер и Маргарита                            | Степан Богданович Лиходеев, директор Варьете |
| 2005      | ф  | Продаётся дача                                | Фёдор Степаныч |
| 2006      | ф  | 1-й Скорый                                    | Степан Аркадьевич |
| 2006      | ф  | Сотворение любви                              | «Турок» |
| 2006      | с  | Студенты International                        | Абаридзе |
| 2006      | с  | Трое сверху                                   | покупатель |
| 2007      | с  | Ералаш (выпуск № 205, сюжет «Феномен»)        | Пал Палыч, директор цирка |
| 2007      | ф  | Улыбка Бога, или Чисто одесская история       | Лев Ромуальдович Рыжак |
| 2007      | мф | Весёлые мишки                                 | медведь Тундра (голос) |
| 2007      | ф  | Артисты                                       | директор клуба |
| 2007      | ф  | Крик в ночи                                   | Имя персонажа не указано |
| 2007      | ф  | От любви до кохання                           | дед Василий |
| 2007      | ф  | Пирожки с картошкой                           | Олег |
| 2007      | ф  | Долг                                          | Харитонов |
| 2008      | ф  | Воротилы                                      | Пал Палыч Дёмкин |
| 2008      | ф  | Этим вечером ангелы плакали                   | тренер |
| 2008      | с  | Мины в фарватере                              | Горынов |
| 2008      | ф  | Москва улыбается                              | Имя персонажа не указано |
| 2009      | ф  | Палата № 6                                    | Михаил Аверьянович, почтмейстер, приятель Андрея Ефимовича                                                                                                   |
| 2009      | с  | Женить Казанову                               | Игорь |
| 2010      | с  | Лиговка (телесериал)                          | "Меченый", авторитет с Васильевского острова |
| 2010      | мф | Весна в Простоквашино                         | почтальон Игорь Иванович Печкин (голос) |
| 2012      | ф  | Ржевский против Наполеона                     | адъютант |
| 2012      | с  | Остров ненужных людей                         | Альберт Быков |
| 2012      | ф  | Украсть Бельмондо                             | дед Корней |
| 2013      | ф  | Шкварки                                       | Константин Сергеевич |
| 2014      | с  | Деффчонки                                     | Лапин, актёр, жених мамы Лёли |
| 2014      | ф  | Контуженый, или Уроки плавания вольным стилем | Андрей Андреевич Брусков |
| 2016—2020 | с  | По законам военного времени                   | Григорий Иванович Федоренко, шофёр |
| 2016      | с  | Кухня                                         | Валентин, старший брат Виктора Петровича |
| 2018—2020 | с  | Динозавр                                      | Крылов ("Басня"), старый вор |
| 2019      | с  | ИП Пирогова                                   | Виктор Павлович Пирогов, отец Веры |
| 2019      | ф  | Весёлые гастроли на Чёрном море               | Анчар |
| 2020      | ф  | Японский Бог                                  | Чёрный следователь |
| 2020      | ф  | Гардемарины 1787. Мир                         | комендант заставы |
| 2023      | с  | Ангелы района                                 | Имя персонажа не указано |

#### Киножурнал «Фитиль»
| Год  |     | Название                                  | Роль                          |
| ---- | --- | ----------------------------------------- | ----------------------------- |
| 1986 | кор | Ограбление по… (№ 293)                    | директор трикотажной фабрики  |
| 1987 | кор | Кто кого? (№ 296)                         | массовик-затейник             |
| 1987 | кор | Пальцем в небо (№ 299)                    | прораб                        |
| 1989 | кор | Ради нескольких строчек (№ 326)           | корреспондент на кроликоферме |
| 1991 | кор | Деревенский репортаж (№ 349)              | корреспондент                 |
| 1991 | кор | Глухая защита (№ 355)                     | корреспондент                 |
| 1992 | кор | Человек с метлой (№ 366)                  | корреспондент                 |
| 1993 | кор | Крестики-нолики (№ 367) (Продолжая тему…) | Сидоров                       |
| 1993 | кор | Экспресс-интим (№ 368)                    | Виктор                        |
| 1993 | кор | Простой диагноз (№ 378)                   | Владимир Евгеньевич, доктор   |
| 1994 | кор | Сексуальный перебежчик (№ 379)            | доктор                        |
| 1994 | кор | Таланты и поклонники (№ 380)              | «Бугор» Иванович, мафиози     |
| 1994 | кор | Последний стахановец (№ 381)              | корреспондент                 |
| 1994 | кор | Вопросы языкознания (№ 382)               | продавец на рынке             |
| 1994 | кор | Медицина бессильна (№ 388)                | врач-психиатр                 |
| 1994 | кор | …Страшнее пистолета (№ 390)               | директор фирмы                |

| Год  |     | Название                                                       | Роль                               |
| ---- | --- | -------------------------------------------------------------- | ---------------------------------- |
| 1995 | кор | Необычный пациент (№ 391)                                      | доктор                             |
| 1995 | кор | Полный кворум (№ 394)                                          | Имя персонажа не указано           |
| 1995 | кор | Урок бизнеса (№ 398)                                           | учитель                            |
| 1997 | кор | Записка (№ 400)                                                | Борис Иванович, учитель математики |
| 1999 | кор | Суперигра (№ 407)                                              | ведущий                            |
| 2001 | кор | Намёк (№ 411)                                                  | ухажёр                             |
| 2002 | кор | Чадо (№ 418)                                                   | папа мальчика                      |
| 2004 | кор | Культура принадлежит народу (№ 10)                             | «экскурсовод»                      |
| 2004 | кор | Аукцион (№ 14) (…Продолжение сюжета Крестики-нолики 1993 года) | Савчук                             |
| 2004 | кор | На волоске (№ 18)                                              | доктор                             |
| 2005 | кор | Я знаю: город будет! (№ 40)                                    | Имя персонажа не указано           |
| 2008 | кор | С думой о людях (№ 162)                                        | депутат                            |
| 2008 | кор | Самый подлый журналист (№ 164)                                 | Виталий, журналист                 |
| 2008 | кор | Блондинка за рулём (№ 169)                                     | владелец Оки                       |
| 2008 | кор | Повезло (№ 175)                                                | Александр                          |
| 2008 | кор | Старатели (№ 183)                                              | старший группы «старателей»        |

### Роли в театре и антрепризах

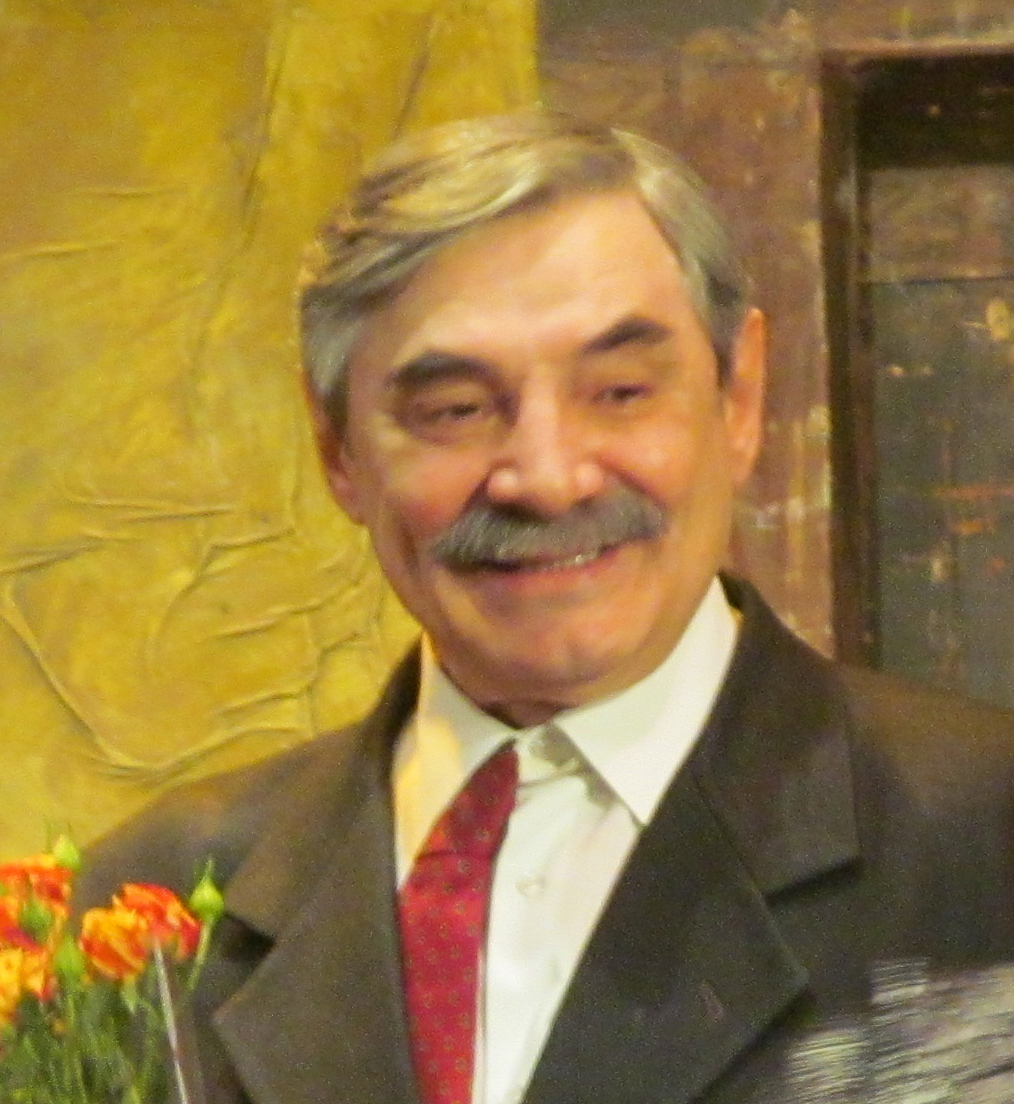
На сцене Пермского Большого зала филармонии, в спектакле «Любовь не картошка» 23.02.2015

#### Продюсерская компанияТеатрДом
- «Любовь не картошка, не выбросишь в окошко». Пьеса Степана Лобозёрова. Режиссёр: А. Максимов. Роль Тимофея.
- «Надоело бояться». Пьеса Киры Крейлис-Петровой. Режиссёр: В. Туманов. Роль Сан-Саныча.

### Режиссёрские работы
- 1979 — Взрослый сын
- 1982 — Похождения графа Невзорова
- 1985 — Салон красоты
- 1990 — Система «Ниппель»

## Выборы
- В 1995 году входил в первую тройку «Блока Джуны»[26].
- В 1999 году принимал участие в думских выборах как самовыдвиженец по Бийскому округу. Писатель Дмитрий Быков в газете «Новый взгляд» тогда писал[27]:

Александр Панкратов-Чёрный пытает счастья в качестве одномандатника. Этот актёр, известный ещё и своими литературными экзерсисами (стихи, мемуары, зарисовки), в сознании большинства зрителей прочно ассоциируется с ранним Шахназаровым и зрелым Эйрамджаном, в чьих комедиях он сыграл свои лучшие роли. В некотором смысле гипотетическое появление Панкратова-Чёрного в Думе — зеркало происходящих в стране перемен: артист, с редкой убедительностью создающий в кино образ то похотливого идиота, то не в меру болтливого провинциала, звезда кассовых, но безнадёжно пошлых лент, не сыгравший ни одной сколько-нибудь выбивающейся из этого ряда роли, — вполне достоин сменить несколько уже поднадоевшего Вольфовича, да и надо ж кому-то заработать, кроме ЛДПР!

## Документальные фильмы и телепрограммы
- 2014 — «Александр Панкратов-Чёрный. Мужчина без комплексов» («ТВЦ»).
- 2019 — «К юбилею Александра Панкратова-Чёрного» («Первый канал»).
- 2023 — «Киноулица»: Александр Панкратов-Черный («Москва Доверие», 3 ноября)
- 2024 — «Киноулица»: Александр Панкратов-Черный («Москва Доверие», 25 августа)

## Книги
- Панкратов-Черный А. Шаги к стихам. — М.: Книга. Просвещение. Милосердие, 1996. — 256 с. — 5000 экз. — ISBN 5-86088-312-9.
- Панкратов А. Судьба-злодейка. — М.: Эксмо, 2018. — 288 с. — 3000 экз. — ISBN 978-5-04-089807-7.